# Сенницы (бабочки)
Се́нницы (лат. Coenonympha) — род дневных бабочек из семейства бархатниц.

## Описание
Бабочки мелких размеров. Голова с голыми глазами без волосков. Усики с постепенно утолщающейся булавой. Края крыльев округлые. Окраска сверху жёлтых, рыжих или бурых тонов. На задних крыльях снизу в субмаргинальном поле расположен ряд глазчатых (часто очень крупных) пятен, жилки на исподе не контрастны фону. В основании передних крыльев вздуты три жилки. На заднем крыле жилки M3 и Cu1 отходят от центральной ячейки из двух разных точек. Крылья самцов без заметных андрокониальных полей.

## Список видов
Голарктический род, включающий около 20 видов.
- Сенница амариллис Coenonympha amaryllis (Stoll, 1782)
- Coenonympha ampelos Edwards, 1871
- Сенница Аркания, Белополосый сатир Coenonympha arcania (Linnaeus, 1761)
- Coenonympha arcanioides (Pierret, 1837)
- Coenonympha austauti Oberthür, 1881
- Coenonympha caeca Staudinger, 1886
- Coenonympha california Westwood, 1851
- Coenonympha corinna (Hübner, 1804)
- Coenonympha darwiniana Staudinger, 1871
- Coenonympha dorus (Esper, 1782)
- Coenonympha elbana Staudiger, 1901
- Coenonympha fettigii Oberthür, 1874
- Coenonympha gardetta (de Prunner, 1798)
- Сенница гликерион Coenonympha glycerion (Borkhausen, 1788)
- Coenonympha haydenii (Edwards, 1872)
- Сенница боровая Coenonympha hero (Linnaeus, 1761)
- Coenonympha inornata Edwards, 1861
- Coenonympha iphioides Staudinger, 1870
- Coenonympha kodiak Edwards, 1869
- Сенница леандр Coenonympha leander (Esper, 1784)
- Coenonympha mahometana Alphéraky, 1881
- Coenonympha mangeri Bang Haas, 1927
- Сенница монгольская Coenonympha mongolica Alphéraky, 1881
- Coenonympha nipisiquit McDunnough, 1939
- Coenonympha nolckeni Erschoff, 1874
- Coenonympha ochracea Edwards, 1861
- Сенница эдип, Сенница луговая, Эдип, Сатир торфяной Coenonympha oedippus (Fabricius, 1787)
- Сенница обыкновенная, Сенница памфил Coenonympha pamphilus Linné
- Coenonympha pavonina Alphéraky, 1888
- Coenonympha rhodopensis Elwes, 1900
- Coenonympha saadi Kollar, 1849
- Coenonympha semenovi Alphéraky, 1887
- Coenonympha sinica Alphéraky, 1888
- Coenonympha sunbecca Eversmann, 1843
- Coenonympha symphita Lederer, 1870
- Coenonympha thyrsis (Freyer, 1845)
- Сенница северная, Сатир большой жёлтый Coenonympha tullia (Müller, 1764)
- Coenonympha tydeus Leech, 1892
- Coenonympha vaucheri Blachier, 1905
- Coenonympha xinjiangensis Chou et Huang, 1994